# Imer van Ramstein

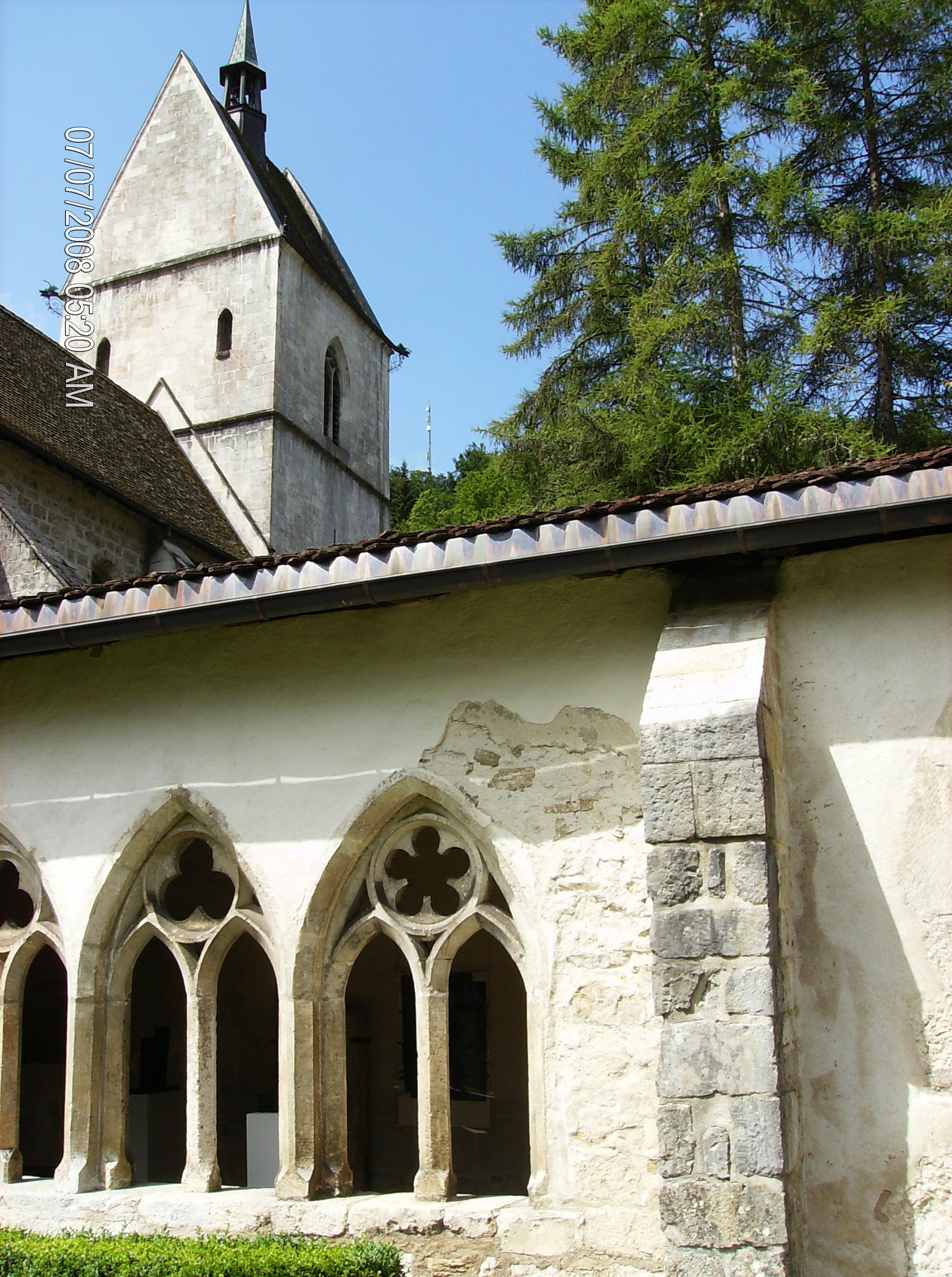
Abdij van Saint-Ursanne in Jura

Imer van Ramstein (Prinsbisdom Bazel, 14e eeuw – Bazel, 17 juli 1395) was prins-bisschop van Bazel (1382-1391). Hij trad af omwille van een schuldenberg.

## Levensloop
Imer groeide op in de adellijke familie van Ramstein, een heerlijkheid binnen het prinsbisdom Bazel. In 1376 werd hij domheer in het kapittel van Bazel en in 1380 scholasticus verbonden aan de kapittelschool. Zijn onderwijstaken combineerde Imer met de functie van prior van de abdij van Saint-Ursanne. Saint-Ursanne was een benedictijnenabdij. Het ligt vandaag in het kanton Jura maar maakte toentertijd deel uit van het prinsbisdom.
In 1382 verkoos het kapittel Imer tot bisschop van Bazel. Er waren evenwel twee tegenkandidaten. De tegenkandidaten steunden de tegenpaus van Avignon, Clemens VII die zich pas had afgescheurd van Rome. Zowel paus Urbanus VI in Rome als rooms-Duits koning Wenceslaus steunden Imer. De koning schonk Imer de regalia van vorst (prins) van Bazel. Na 1382 bleven de tegenkandidaten zich roeren in het kapittel. Slechts met zware afkoopsommen trokken ze zich terug en kon Imer het bisschopsambt handhaven. 
De schulden van het prinsbisdom stapelden zich evenwel op. Imer verpandde al zijn kastelen. In 1391 trad hij af. Hij gaf het wereldlijk bestuur door aan het Huis Habsburg. Het geestelijk bestuur gaf hij aan Frederik van Blankenheim, prins-bisschop van Straatsburg (en later bisschop van Utrecht) en diens medewerkers. Paus Bonifatius IX stemde in met deze regeling. Imer bleef verder in Bazel werkzaam. Hij werd terug domheer in het kapittel. Hij stierf in 1395.